# Askersund
Askersund este un oraș în Suedia.

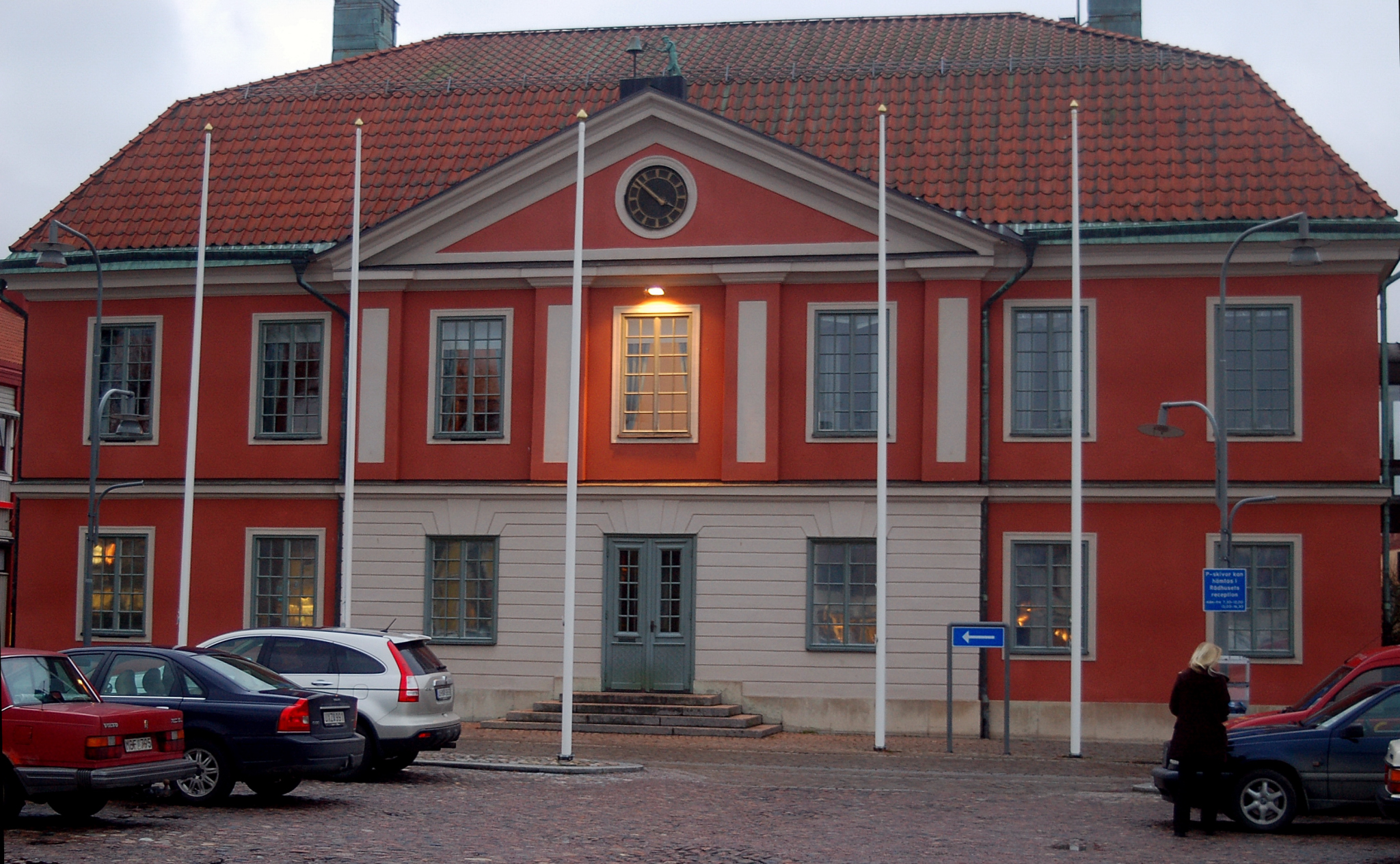
Primăria

Se află la o altitudine de 101 m deasupra nivelului mării. Are o suprafață de 386 ha. Populația este de 4.181 locuitori, determinată în 31 decembrie 2020.

## Demografie
| \| Evoluția demografică a zonei urbane Askersund, 1970–2015 \| Evoluția demografică a zonei urbane Askersund, 1970–2015 \| Evoluția demografică a zonei urbane Askersund, 1970–2015 \| Evoluția demografică a zonei urbane Askersund, 1970–2015 \| Evoluția demografică a zonei urbane Askersund, 1970–2015 \| \| --------------------------------------------------------------------------------------- \| -------------------------------------------------------- \| -------------------------------------------------------- \| -------------------------------------------------------- \| -------------------------------------------------------- \| \| An \| \| \| Locuitori \| \| \| 1970 \| 1970 \| \| 2.788 \| 2.788 \| \| 1975 \| 1975 \| \| 3.250 \| 3.250 \| \| 1980 \| 1980 \| \| 3.553 \| 3.553 \| \| 1990 \| 1990 \| \| 4.019 \| 4.019 \| \| 1995 \| 1995 \| \| 4.151 \| 4.151 \| \| 2000 \| 2000 \| \| 3.922 \| 3.922 \| \| 2005 \| 2005 \| \| 3.937 \| 3.937 \| \| 2010 \| 2010 \| \| 3.887 \| 3.887 \| \| 2015 \| 2015 \| \| 3.997 \| 3.997 \| \| Sursa: SCB - Statistika Centralbyrån, Folkmängden per tätort. Vart femte år 1960 - 2016 \| \| \| \| \| |      |  |           |       |
| Evoluția demografică a zonei urbane Askersund, 1970–2015 |      |  |           |       |
| An |      |  | Locuitori |       |
| 1970 | 1970 |  | 2.788     | 2.788 |
| 1975 | 1975 |  | 3.250     | 3.250 |
| 1980 | 1980 |  | 3.553     | 3.553 |
| 1990 | 1990 |  | 4.019     | 4.019 |
| 1995 | 1995 |  | 4.151     | 4.151 |
| 2000 | 2000 |  | 3.922     | 3.922 |
| 2005 | 2005 |  | 3.937     | 3.937 |
| 2010 | 2010 |  | 3.887     | 3.887 |
| 2015 | 2015 |  | 3.997     | 3.997 |
| Sursa: SCB - Statistika Centralbyrån, Folkmängden per tätort. Vart femte år 1960 - 2016 |      |  |           |       |